# Melbourne Documentary Film Festival

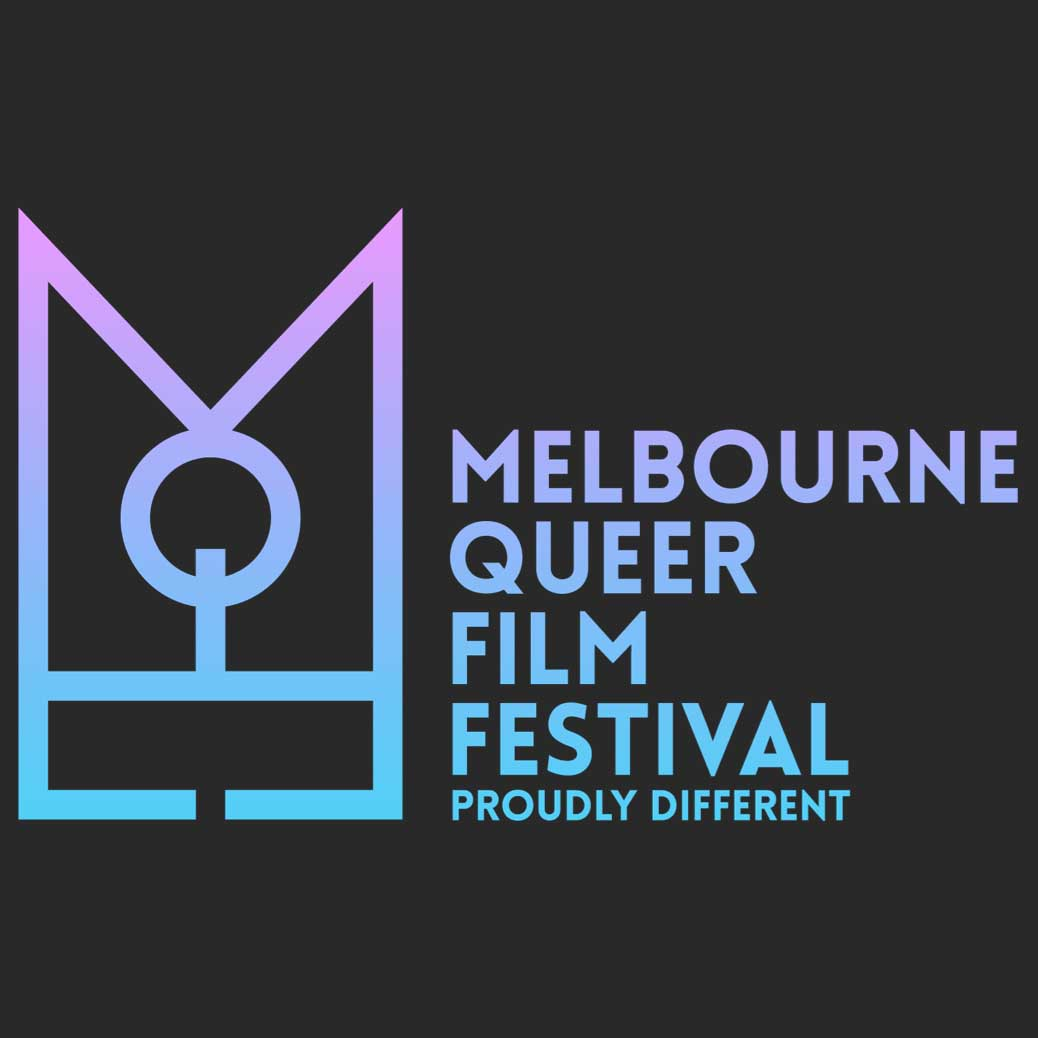

Il Melbourne Documentary Film Festival (MDFF) è un festival cinematografico dedicato al documentario che si svolge a Melbourne dal 2016.

## Storia
Il festival ebbe la sua prima edizione nel 2016 e venne ideato in modo che fosse un festival cinematografico dedicato al documentario; nelle prime quattro edizioni sono stati presentati in anteprima oltre 400 documentari facendo diventare il festival un punto di riferimento per la diffusione del genere nell'emisfero australe.

## Premi
- Vincitore del premio della giuria suprema
- Miglior documentario internazionale
- Miglior documentario australiano
- Miglior cortometraggio documentario australiano
- Miglior cortometraggio documentario internazionale
- Miglior documentario di Melbourne (cortometraggio e lungometraggio)
- Miglior regista di cortometraggi
- Premio del pubblico (lungometraggio)
- Miglior progetto interdisciplinare ampliato
- Miglior regista - Internazionale / Australia

## Riconoscimenti
- Quattro volte è stato valutato come uno dei 100 migliori festival cinematografici da FilmFreeway.
- classificato come Documentary Film Festival of the Year (2018) da FilmDaily.
- nominato Top Documentary Film Festival in the Southern Hemisphere su Guide Doc.